# Steffen Schraut

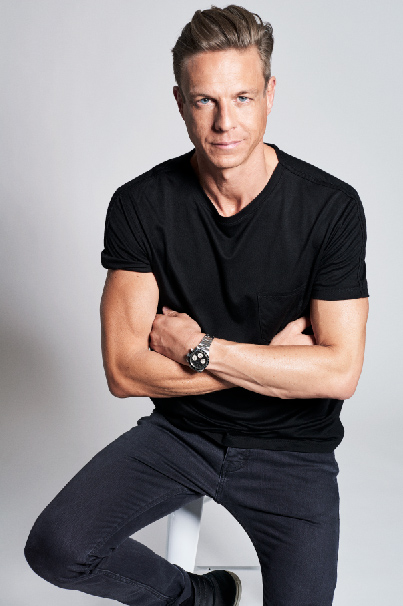
Steffen Schraut, 2014

Steffen Schraut (* 30. September 1969 in Reutlingen) ist ein deutscher Modedesigner.

## Herkunft und Ausbildung
Steffen Schraut wurde 1969 in Reutlingen geboren. Sein Vater war Bankdirektor bei der Commerzbank,  seine Mutter führte gemeinsam mit ihrem Bruder ein Textilunternehmen. Nach Ende seiner Schulzeit absolvierte Steffen Schraut eine Ausbildung zum Bankkaufmann.

## Einstieg in die Textilbranche
Nach der Banklehre arbeitete Steffen Schraut in verschiedenen Gewerbebetrieben der Textilbranche, beispielsweise bei Escada, sowie im Unternehmen seiner Mutter und seines Onkels. Zuletzt war er dort als Produktmanager schwerpunktmäßig für die Bereiche Verkauf und Design zuständig. 1995 zog er nach Düsseldorf. Dort war er zunächst bei der Hirsch AG, einem Hersteller von Damenoberbekleidung, Verkaufsleiter für Blusen, später Assistent des Vorstands. Seit 1998 arbeitete er als Trendscout für die P&C-Gruppe.

## Modedesigner und -unternehmer
2002 startete Steffen Schraut den Verkauf von am eigenen Küchentisch entworfenen Kleidungsstücken, beispielsweise von T-Shirts und Hosen. Albert Eickhoff ermutigte ihn und seinen Lebenspartner, ein eigenes Unternehmen zu gründen. Peter Schmidt riet zu einem eigenen Label und entwarf es für Schraut. Nach vier Jahren lieferte Steffen Schraut in 14 Länder. Mit seiner Marke für Damenmode war er 2021 an mehr als 500 Points of Sale präsent und ebenfalls in Online-Boutiquen in 70 Ländern vertreten. Seine Kollektionen wurden wiederholt in Frauen- und Modezeitschriften wie Elle, Harper’s Bazaar oder InStyle vorgestellt.
Neben modischer Kleidung für Frauen entwirft und vertreibt Steffen Schraut seit 2015 auch Schuhe und seit 2016 Taschen, deren Produktion über Lizenzrechte organisiert ist. Über eine Lizenz kam 2006 ebenfalls ein Parfüm auf den Markt.
2018 kooperierte er mit Aldi-Süd und entwarf für den Discounter eine Damen-, eine Herren- und eine Sportkollektion. Diese wurden in den Medien stark rezipiert. Sie wurden in Deutschland, in der Schweiz und außerdem bei Hofer in Österreich und in Slowenien angeboten.
Seit 2022 vertreibt Steffen Schraut seine Mode exklusiv über die Absatzkanäle des Teleshopping- und E-Commerce-Unternehmens QVC.
Regelmäßig wird er als Experte zu Trends der Damenmode befragt.

## Rezeption
Das Wirtschaftsmagazin Capital bezeichnete Schrauts Unternehmen als einen Hersteller für „hochwertige Damenmode“. Diese werde, so die Welt am Sonntag, „zum vernünftigen Preis“ angeboten.
2017 wurde er mit dem Modebusiness Award Düsseldorf ausgezeichnet.

## Privates
Er lebt gemeinsam mit seinem Lebens- und Geschäftspartner Thomas Schneider in Düsseldorf. Sie bewohnen im Stadtteil Golzheim eine Etage in der ehemaligen Stadtwohnung der Unternehmerfamilie Henkel.
2022 berichtete Steffen Schraut in der Bunte und der Frau im Spiegel, dass er 2016 an einem Burnout-Syndrom gelitten und anschließend deshalb sein Leben entschleunigt habe.